# Narsīpatnam
Narsīpatnam är en ort i Indien.   Den ligger i distriktet Vishākhapatnam och delstaten Andhra Pradesh, i den sydöstra delen av landet, 1 300 km söder om huvudstaden New Delhi. Narsīpatnam ligger 85 meter över havet och antalet invånare är 33 755.
Terrängen runt Narsīpatnam är platt åt nordost, men åt sydväst är den kuperad. Runt Narsīpatnam är det tätbefolkat, med 636 invånare per kvadratkilometer. Narsīpatnam är det största samhället i trakten. Omgivningarna runt Narsīpatnam är en mosaik av jordbruksmark och naturlig växtlighet.